# Циклон-4
«Циклон-4» — проєкт українського космічного ракетного комплексу (КРК), до якого входить ракета-носій (РН) «Циклон-4» і наземний комплекс, що забезпечує проведення на космодромі робіт із підготовки та запуску РН і корисного навантаження (КН). 
РН «Циклон-4» є поліпшеним варіантом триступеневої ракети-носія Циклон-3 і спочатку призначалася для виведення на кругові, геостаціонарні й сонячно-синхронні орбіти космічних апаратів різного призначення з космодрому в Алкантарі (Бразилія). Вона дозволила б виводити на екваторіальну орбіту висотою 500 км корисне навантаження масою до 5,5 т і корисне навантаження масою до 1,5 тонни на  геоперехідну орбіту (ГПО). Для співробітництва з Бразилією було утворене спільне підприємство Alcântara Cyclone Space, однак 2015 року Бразилія в односторонньому порядку вирішила припинити співробітництво.

## Історія проєкту
Переговори розпочалися після підписання Рамкової угоди між Урядом України та Урядом Федеративної Республіки Бразилія про співробітництво у використанні космічного простору в мирних цілях від 18 листопада 1999. Переговори успішно завершилися підписанням 21 жовтня 2003 Договору між Україною та Федеративною Республікою Бразилія про довгострокове співробітництво щодо використання ракети-носія «Циклон-4» на пусковому центрі Алкантара Міністром закордонних справ України Костянтином Грищенком й міністром науки й технологій Бразилії Роберто Амаралом у присутності Президента України Леоніда Кучми та Президента Бразилії Луіза Інасіо Лули да Сілва відповідно.
Реалізація українсько-бразильського проєкту з «Циклону-4» почалася 2002 року, коли було досягнуто згоди між Україною та Федеративною Республікою Бразилія про довгострокове співробітництво щодо використання ракети-носія Циклон-4 на пусковому центрі Алкантара. За цим договором перший запуск мав відбутися не пізніше 30 листопада 2006 року, дату постійно відкладали.
2004 року договір було ратифіковано парламентами України та Бразилії. Офіційно АЦС була заснована 31 серпня 2006, коли було затверджено статут АЦС і опублікований «Наказ № 599 міністерства науки і технології Бразилії в Державному віснику Бразилії». Перше засідання Ради директорів АЦС відбулося 30 серпня 2007. Підприємство отримало ексклюзивне право на здійснення комерційних пускових послуг з використанням ракети-носія «Циклон-4».
2004 строк першого запуску перенесли на 2007 рік. Пізніше його перенесли знову, на 2009-й рік. Остання названа дата — кінець 2015 року.
За словами колишнього президента Бразилії Лула да Сілва наприкінці 2009 року проєкт був готовий на 75 %.
У середині лютого 2010 ДКБ «Південне» завершило попередні випробування двигуна для третього ступеня РН «Циклон-4» РД-861К. Цикл випробування тривалістю 1,5 місяця проведений на одному двигуні без зняття його зі стенда. Був відпрацьований більш ніж потрійний ресурс за тривалістю роботи й за кількістю вмикань (1362 с і 11 вмикань). При цьому було проведено одне вмикання тривалістю 450 с — повний польотний ресурс.
У квітні 2010 «Алкантара-Циклон Спейс» отримало попередній екологічний дозвіл на будівництво стартового майданчика для «Циклону-4». Генеральний директор НКАУ Юрій Алексєєв повідомив, що проєкт «відстає у створенні окремих елементів» і що після ради директорів «Алкантара-Циклон Спейс» у квітні 2010 з'являться конкретні цифри про терміни реалізації проєкту[джерело?].
1 червня 2010 голова Національного космічного агентства України Юрій Алексєєв заявив, що перший запуск перенесено на 2012 рік.
На зустрічі Прем'єр-міністра України Миколи Азарова та Міністра науки, технологій та інновацій Федеративної Республіки Бразилія Алуізіо Меркаданте 22 листопада 2011 було названо нову дату першого пуску — 15 листопада 2013 року.
У лютому 2012 року, КБ «Південне» замовило проведення обстеження аеропорту й наявної злітно-посадкової смуги в «Алкантарі» для розробки рішення про можливість авіаційного транспортування складових частин «Циклон-4» літаками Ан-124.
Під час брифінгу 10 квітня 2013 року в Кабінеті Міністрів України, присвяченому Дню працівників ракетно-космічної галузі України, Голова ДКАУ Алексеєв зауважив: «Завершення усіх робіт повинно завершитися пуском ракети. Поки це планується на листопад-грудень 2014 року».
У квітні 2015 року Бразилія відмовилася від подальшої участі в проєкті.
У березні 2017 року канадський місцевий ресурс CBC News повідомив про будівництво компанією Maritime Launch Services у провінції Нова Шотландія космодрому із запуску ракет «Циклон-4».
23 серпня 2019 відбулися вогневі випробування третього ступеня ракети-носія. Під час вогневих випробувань всі системи відпрацювали відмінно, двигун ступеня вмикався п'ять разів, як і планувалося конструкторами КБ «Південне».
5-7 серпня 2020 року ДП «КБ «Південне» успішно провело заключні доводочні випробування рідинної реактивної системи (РРС) верхнього ступеня  ракети-носія «Циклон-4», розробленої КБ «Південне» та виготовленої ДП «ВО ПМЗ».
Випробування  проведено у  етапи:
- 5 серпня - основні вогневі випробування, в ході яких РРС відпрацьовувала циклограму включень рідинних ракетних двигунів малої тяги, наближену до польотної;
- 7 серпня - доповнюючі вогневі випробування, в ході яких виконувалось напрацювання ресурсу включень рідинних ракетних двигунів малої тяги та РРС у цілому.

## Особливості проєкту
- Новий 3-й ступінь зі збільшеним утричі запасом компонентів палива. Крім збільшення енергетики ракети-носія, дозволяє зменшити поздовжнє перевантаження до більш прийнятних значень ~6g;
- Багаторазове вмикання двигуна третього ступеня РД-861К: до 5 запусків маршового двигуна та до 5 запусків двигунів великої тяги РРС, що забезпечує якісно нові можливості виведення КА на орбіту, зокрема, під час групового виведення КА.
- Нова високоточна сучасна система управління, розроблена ДП «Завод Арсенал», дозволяє виводити КА з точністю до 5 км;
- Нові системи безпеки та вимірювань;
- Вдосконалений головний обтічник зі збільшеним об'ємом корисного навантаження на основі обтічника РН «Аріан-4»;
- Покращена екологічність. Оскільки «Циклон-4» використовує високотоксичні компоненти палива (N2O4+UDMH), з'явилася необхідність мінімізувати екологічні ризики. У розроблюваній новій системі заправки паливо для всіх ступенів надходить в ракету-носій з нижнього торця 1-го ступеня на стартовому столі, що допомагає нейтралізувати токсичні пари ракетного палива.
- можливість термостатування відсіку корисного навантаження повітрям високого тиску у разі скасування пуску ракети-носія.

## Економічна складова
Проєкт Циклон-4 передбачав кооперацією між Бразилією й Україною на умовах, які вигідні обом сторонам. Для Бразилії, яка не має власних космічних технологій, важливий доступ до українських розробок. Україна ж, крім доступу до дешевого екваторіального космодрому, отримувала шанс закріпитися на бразильському космічному ринку й завантажити виробничі потужності «Південмашу». Учасники проєкту розраховували на 6-10 пусків «Циклону-4» щороку.
СП, що формувалося на основі рівних (50:50) внесків кожної з двох сторін названо "Бінаціональне підприємство «Алкантара-Циклон Спейс». Підприємство є виключно комерційним проєктом і основний вид його діяльності — запуск ракет з корисним вантажем на навколоземну орбіту.
Україна вкладала в спільне підприємство свої передові розробки, технології та вироблену на українських заводах високотехнологічну продукцію. Ракети-носії та деякі космічні апарати мали виготовлятися на українських підприємствах.
Вартість побудови наземного комплексу на космодромі в Алкантарі оцінювалася в 487 млн $. Загальна фінансова результативність проєкту: ціна фрахту — 35,6 млн $, загальний обсяг інвестицій — 180 млн $, вартість пуску — 23 млн $, обсяг доходів — 1650 млн $, чистий прибуток до сплати податків — 650 млн $, період окупності зовнішніх інвестицій з початку розробки — до 6 років, внутрішня ставка повернення (IRR) інвестицій — 25 %, чиста приведена вартість (NPV) — 131 млн $ при одноразових витрат у 180 млн $ (з них розробка модернізованої ракети-носія — 90 млн $, розробка авіоніки — 20 млн $.). Левова частка цих коштів — замовлення українським підприємствам на виробництво продукції космічного призначення.

## Стартовий комплекс
Стартовий комплекс мав розташовуватися в районі з координатами 2°22′12″ пд. ш. 44°24′00″ зх. д. / 2.37000° пд. ш. 44.40000° зх. д.. За угодою, українські підприємства мали побудувати ракету-носій і стартовий стіл, а Бразилія зі свого боку мала надати космодром «Алкантара», розташований поблизу екватора, що дозволяло б на 1800 кг збільшити вагу, яка виводиться на Геоперехідну орбіту.

### Наземний комплекс АЦС
Наземний комплекс АЦС мав складатися з технічного та стартового комплексів.
Основні будівлі технічного комплексу:
- 1. Монтажно-випробувальний корпус ракети-носія (МВК РН);
- 2. Монтажно-випробувальний корпус космічного апарата (МВК КА);
- 3. Будівля підготовки ТВА;
- 4. Будівля зберігання РН;
- 5. Будівля зберігання транспортних засобів.

МВК РН — промислова будівля довжиною 75 м, шириною 30 м і висотою 18 м. У цій будівлі здійснюються всі роботи з прийому, збирання, інтеграції та тестування компонентів РН. Із двох боків до зали будівлі прилягають лабораторії. Зала обладнана двома мостовими кранами з мікрошвидкостями та трьома залізничними коліями. Одна з колій поєднується з пусковим центром, а інша — із МВК КА.
Приймання, тестування, заправка та інтеграція з ГБ здійснюється у МВК КА. У приміщеннях складання КА контролюється температура, вологість і чистота повітря. Температура підтримується між 20 і 25 °C, відносна вологість — у діапазоні між 30 і 60 %, чистота відповідає стандартові ISO 8 14644-1 (100,000). МВК КА з'єднується з МВК РН залізничною колією. ГБ із КА усередині транспортується із МВК КА до МВК РН, де складається з ракетою-носієм. Під час інтеграції до РН, транспортування до НК і на стартовій споруді температура, вологість і чистота всередині ГБ підтримуються на тому самому рівні, що й у МВК КА.
Споруда підготовки ТВА — довга будівля на залізничній колії, що поєднує технічний і стартовий комплекси. Підготовка й обслуговування ТВА здійснюється у цій будівлі. ТВА забезпечує горизонтальне транспортування РН із МВК РН до стартового комплексу. На стартовому комплексі підйомно-встановлюючий агрегат встановлює ТВА разом з РН у вертикальне положення на стартовій споруді.
У технічному комплексі розташована будівля для зберігання РН, що будуть використовуватися у майбутніх запусках, а також будівля для зберігання й обслуговування автомобільної техніки.
Головні будівлі стартового комплексу:
- 1. Стартовий майданчик.
- 2. Будівля для зберігання палива.
- 3. Будівля для зберігання окислювача.

Стартовий майданчик складається з пускового стола, де РН розміщується для запуску, каналу для виведення газів високого тиску й температури з двигунів РН, а також з підземних приміщень, де встановлено системи охолодження палива й ГБ та системи постачання палива.
Споруди для зберігання пального й окислювача мають достатньо палива для одного запуску. Паливо перекачується до стартової споруди, де воно охолоджується й потім закачується до ракети-носія. Ця операція є автоматизованою й не потребує участі наземного персоналу. Якщо запуск скасовується, то паливо під дією гравітації повертається назад до споруд зберігання.

## Кооперація
У реалізації проєкту брали участь 16 підприємств України на основі договірних відносин з Національним Космічним Агентством України (НКАУ) і спільною компанією «Алкантара-Циклон Спейс». Основним розробником було Державне конструкторське бюро «Південне» ім. М. К. Янгеля, а основним виробником ракети-носія мало бути державне підприємство Виробниче об'єднання "Південний машинобудівний завод «ім. О. М. Макарова» (м. Дніпро). Крім того в роботах за цим проєктом були задіяні харківські ВАТ «Хартрон» та НДІ радіотехнічних вимірювань (системи управління), київське ЦКБ «Арсенал» (система прицілювання) і ще кілька організацій космічної галузі, а також кілька машинобудівних заводів.
Науково-виробниче підприємство «АНТЕКС-автоматика» м. Сєвєродонецьк розробляло системи газового контролю.
Кременчуцький завод дорожніх машин «Кредмаш» в березні 2011 року залучено для створиення для ДКБ «ПІвденне» дві установки з нейтралізації токсичного ракетного палива. Установки з нейтралізації ракетного палива мали працювати на космодромі в Бразилії.

## Підготовка до експлуатації
Корисним навантаженням для першого пуску мав бути японський супутник «Nano-JASMINE» та український «Мікросат» або ж іспанський супутник.. На 2-й-3-й квартал 2015 року планувався запуск апарата «QB50».
Для забезпечення успішного результату в Дніпрі побудували установку для імітації підготовки до запуску ракети-носія. На 3 квартал 2013 року тривали роботи зі спорудження наземного комплексу «Циклон-4» на пусковому центрі Алкантара, штат Мараньяо. Перший пуск планували здійснити у першій половині 2015 року. Проте, проєкт було зупинено за ініціативою бразильської сторони. Бразилія вийшла з партнерства з Україною в 2015 році, посилаючись на побоювання з приводу бюджету проєкту, оскільки поточна фінансова ситуація в обох країнах була не найкращою, а майбутнє ринку комерційного запуску — нечітким.
Станом на 2016 Україна планувала розміщення стартового комплексу ракетно-космічного комплексу (РКК) «Циклон-4», що будувався раніше спільно з Бразилією на космодромі Алкантара (Бразилія), у Південній Америці.
"Конструкторське бюро «Південне» за дорученням Державного космічного агентства України (ДКАУ) шукало ділових та інвестиційних партнерів для розвитку пускової інфраструктури «Циклон-4» в Північній Америці. Опрацьовувалися варіанти розміщення стартового комплексу в США й Канаді.
12 серпня 2020 р. повідомлено про завершення випробування двигунів нової ракети-носія Циклон-4 у Дніпрі і підтвердження працездатності конструкції.

## Конкуренти
Головним конкурентом Циклону-4 є російсько-українська конверсійна ракета-носій Дніпро, близька за вартістю і масою корисного вантажу.

### Російські конкуренти
«Морський старт» (хоча в цьому проєкті також беруть участь українські ракети-носії), і «Союз в Куру», тому основним конкурентом проєкту були Роскосмос і російські підприємства. Крім того, Росія активно розробляє власну ракету-носій «Ангара», здатну повністю замінити українські. У РФ триває створення нової ракети-носія легкого класу Союз-2.1В, вантажопідйомністю до 3 т на низьку навколоземну орбіту і до 1,5 т на сонячносинхронну. Перший політ вланувався 2013.

### Нові американські носії
РН «Антарес», створювана компанією Orbital в рамках програми NASA з розробки дешевих комерційних засобів доставки в космос (COTS). Перший запуск Антареса відбувся 21 квітня 2013 року о 21:00 GMT і виявився успішним. Корисне навантаження на низькій навколоземні орбіті — від 5,4 до 7,6 т, а також від 1,3 до 1,8 т на геоперехідну орбіту, залежно від модифікацій другого ступеня. «Антарес» має замінити морально застарілу й порівняно дорогу РН «Delta-2», виробництва компанії Боїнг. Українські ракетобудівельники так само беруть участь у створенні Антареса — за контрактом з Орбітал на Південному машинобудівному заводі виготовляється перший ступінь ракети-носія.
Певну конкуренцію можна чекати й від ракети-носія «Falcon 9», хоча його вантажопідйомність і очікувана вартість трохи вища, ніж обіцяно для «Циклону-4».

### Нові європейські носії
Ракета-носій легкого класу Vega здатна виводити на низькі орбіти до 2,3 т. Перший політ здійснений 13 лютого 2012.
| Порівняння характеристик РН легкого класу                                                                         | Порівняння характеристик РН легкого класу | Порівняння характеристик РН легкого класу | Порівняння характеристик РН легкого класу | Порівняння характеристик РН легкого класу | Порівняння характеристик РН легкого класу | Порівняння характеристик РН легкого класу | Порівняння характеристик РН легкого класу | Порівняння характеристик РН легкого класу | Порівняння характеристик РН легкого класу | Порівняння характеристик РН легкого класу | Порівняння характеристик РН легкого класу |
| Ракета-носій | Країна                                    | Перший політ                              | кількість запусків в рік (всього)         | Широта СК                                 | Старт. маса, т                            | Маса КН, т                                | Маса КН, т                                | Маса КН, т                                | Успішних. пусків, %                       | Вартість пуску, млн $                     |                                           |
| Ракета-носій | Країна                                    | Перший політ                              | кількість запусків в рік (всього)         | Широта СК                                 | Старт. маса, т                            | НОО¹                                      | ГПО                                       | ССО²                                      | Успішних. пусків, %                       | Вартість пуску, млн $                     |                                           |
| --- | ----------------------------------------- | ----------------------------------------- | ----------------------------------------- | ----------------------------------------- | ----------------------------------------- | ----------------------------------------- | ----------------------------------------- | ----------------------------------------- | ----------------------------------------- | ----------------------------------------- | ----------------------------------------- |
| «Дніпро» | Україна                                   | 21.04.1999                                | 1-3 (17)                                  | 46° / 51°                                 | 211                                       | 3,7                                       |                                           | 2,3                                       | 94%                                       | 30,7                                      |                                           |
| «Рокот» | Росія                                     | 20.11.1990                                | 1-2 (18)                                  | 46° / 62°                                 | 107,5                                     | 2,1                                       |                                           | 1,6                                       | 89%                                       | 22,5 (€15)                                |                                           |
| «Вега» | Європейський Союз                         | 13.02.2012                                | 2(2)                                      | 5°                                        | 137                                       | 2,3                                       |                                           | 1,6                                       | 100% (2 пуски)                            | 42                                        |                                           |
| «Циклон-4М» | Україна                                   | ~2020                                     | 0                                         | 45°                                       | 193                                       | 5,685                                     | 1,6                                       | 3,91                                      |                                           | 23³                                       |                                           |
| «Союз-2.1в» | Росія                                     | 28.02 2013                                | 1                                         | 62°                                       | 160                                       | 2,8                                       |                                           | 1,4⁴                                      | 100% (1 пуск)                             |                                           |                                           |
| «Ангара 1.2» | Росія                                     | 2015                                      | 0                                         | 62°                                       | 171                                       | 3.8                                       |                                           |                                           |                                           |                                           |                                           |
| «Антарес» | США                                       | 21.04.2013                                | 1-2 (6)                                   | 38°                                       | 240                                       | 5,6                                       |                                           | 4,4                                       | 83,3% (6 запусків)                        |                                           |                                           |
| ¹ — висота 300 км, нахил відповідає космодрому; ² — висота 300 км, нахил 98°; ³ — оцінка, 2007; ⁴ — висота 835 км |                                           |                                           |                                           |                                           |                                           |                                           |                                           |                                           |                                           |                                           |                                           |

## Відео
- Відео про проєкт Циклон-4
- Відео-анімація роботи випробувального стенда